# Paysage avec le Bon Samaritain
Paysage avec le Bon Samaritain, également connu sous le nom de Paysage au Bon Samaritain, est un tableau de Rembrandt de 1638. C'est l'un des six paysages réalisés à l'huile par Rembrandt. Il est conservé au musée Czartoryski à Cracovie en Pologne.

## Description et histoire
Le tableau est un paysage illustrant une parabole de l'Évangile selon Luc à propos du Bon Samaritain.
En 1774, il fut acheté lors d'une vente aux enchères à Paris par l'artiste français Jean-Pierre Norblin (plus tard naturalisé polonais) et de là, il arriva à la Maison gothique de Puławy dans la collection de la princesse Izabela Czartoryska. Après le déménagement de la collection, l'ensemble a été transféré à Cracovie. En 1939, le tableau, ainsi que d’autres œuvres, fut volé par les Allemands. Après la guerre, grâce aux efforts de Karol Estreicher, le tableau retourna à Cracovie. Il fait actuellement partie de la collection du Musée des Princes Czartoryski de Cracovie. Avec L'Erudit au pupitre et la Jeune Fille au cadre, c'est l'un des trois tableaux de Rembrandt conservés en Pologne.
En décembre 2016, la Fondation des Princes Czartoryski a signé un accord pour transférer le tableau ainsi que l'ensemble de la collection Czartoryski et les biens immobiliers de Cracovie à l'État polonais pour un montant de 100 millions d'euros.